# Aliuska López
Aliuska López, född den 29 augusti 1969 i Havanna, är en spansk före detta friidrottare som tävlade i häcklöpning. Fram till och med 2003 tävlade hon för Kuba. Hon är även kusin med den kubanske längdhopparen Iván Pedroso.
López var väldigt framgångsrik som junior. Hon blev 1986 tvåa på 100 meter häck vid VM för juniorer och vann guld för juniorer 1988. Hon har fortfarande världsrekordet på 100 meter häck för juniorer som lyder på 12,84 som hon noterade 1987.
Som senior är hennes främsta meriter på 60 meter häck där hon vann VM-guld 1995 och VM-brons 1991.
På 100 meter häck blev hon femma vid Olympiska sommarspelen 2000 och sexa vid Olympiska sommarspelen 1992. Hon var i VM-final på 100 meter häck vid VM 1993 då hon slutade fyra och vid VM 1991 då hon slutade sjua. Vidare vann hon tre guld (åren 1991, 1995 och 1999) på 100 meter häck vid Panamerikanska spelen.

## Personliga rekord
- 60 meter häck - 7,91 från 1995
- 100 meter häck - 12,67 från 1996